# Høje Atlas
Høje Atlas, også kaldet Grand Atlas (arabisk: اَلْأَطْـلَـس الْـكَـبِـيْـر ; fransk: Haut Atlas; berbisk: ⴰⴷⵔⴰⵔ ⵏ ⴷⵔⵏ ), er en bjergkæde i det centrale Marokko, Nordafrika, den højeste del af Atlasbjergene.

## Geografi
Høje Atlas begynder i vest ved Atlanterhavet og går i østlig retning til den marokkansk-algeriske grænse. Ved Atlanterhavet og mod sydvest falder kæden brat og er en imponerende overgang til kysten og Antiatlas-kæden. Mod nord, i retning mod Marrakech, falder bjergkæden mindre brat.
Højeste top i Høje Atlas er Jbel Toubkal, som er 4.167 moh. som ligger i Toubkal Nationalpark. Bjergkæden fungerer som en vejrsystembarriere i Marokko, der går mellem øst og vest og adskiller Sahara fra Middelhavsområdet og de kontinentale zoner mod nord og vest. I højderne af massivet falder der regelmæssigt sne, hvilket giver mulighed for vintersport. Sne varer langt ind i det sene forår i området, mest på områdets nordlige flader. På den vestlige Høje Atlas er Oukaïmeden, en af tre vigtigste skidestinationer i Marokko.
Høje Atlas er udgangspunkt for en række flodsystemer. Størstedelen af floderne strømmer mod nord, hvilket giver grundlaget for bosættelserne der. En række wadier og sæsonbestemte floder ender i ørkenerne mod syd og plateauerne øst for bjergene.

## Befolkning
Højatlasbjergene er beboet af berbere, der lever af landbrug og pastoralisme i dale. I steppezonen i Høje Atlas, hvor nedbørene er lave, skabte lokale smarte teknikker til at styre den begrænsede nedbør på den magre jord. De forvandler de halvtørre områder til frugtbare dale, kaldet af "Agdal" (haven i Berber). Denne teknik har imponeret mange vestlige landbrugere, der var imponeret over systemets høje effektivitet.

### Økologi
- C. Michael Hogan (2008) Barbary Macaque: Macaca sylvanus, Globaltwitcher.com, red. Nicklas Stromberg
- Joseph Dalton Hooker, John Ball og George Maw (1878) Journal of a Tour in Marokko and the Great Atlas, Macmillan and company, 499 sider

### Geologi
- Martín Martín, et al., J.D. 2016. Diapiric growth within an Early Jurassic rift basin: The Tazoult salt wall (central High Atlas, Morocco), 1–31. 35; Tectonics. Accessed 2020-03-28. doi:10.1002/2016TC004300
- Domènech Verdaguer, Mireia. 2015. Rift opening and inversion in the Marrakech High Atlas - integrated structural and thermochronologic study, 1–157. Universitat de Barcelona. Accessed 2020-03-28.
- Medina et al., Fida. 2011. [ Nouveaux guides geologiques et miniers du Maroc - New Geological and Mining Guidebooks of Morocco - Vol 7 - Haut Atlas Occidental], 1–106. Ministry of Energy, Mining, Water and Environment. Accessed 2020-03-28. ISSN 0374-9789